# Allium fritschii
Allium fritschii là một loài thực vật có hoa trong họ Amaryllidaceae. Loài này được F.O.Khass. & Yengal. mô tả khoa học đầu tiên năm 1997.